# Rolando Mandragora
Rolando Mandragora (Napoli, 29 giugno 1997) è un calciatore italiano, centrocampista della Fiorentina.

## Caratteristiche tecniche
Mandragora è un centrocampista centrale di piede mancino, che viene generalmente schierato davanti alla difesa. All'occorrenza è stato utilizzato come difensore centrale, oltre che come regista, mezzala, incontrista e trequartista.. È dotato di un buon tiro dalla distanza, oltre ad essere un ottimo battitore di calci piazzati, in particolare le punizioni anche se ha dimostrato di cavarsela bene come rigorista, si distingue per la personalità e la grinta con cui scende in campo, per questo è soprannominato Il Demone

## Carriera

### Club

#### Genoa e prestito al Pescara
A 14 anni lascia Scampia per il Genoa, esordendo in prima squadra e in Serie A il 29 ottobre 2014, a 17 anni e 4 mesi, nella partita Genoa-Juventus (1-0), nella quale viene schierato come titolare dal tecnico Gasperini. Conclude la stagione 2014-2015 collezionando 5 presenze in campionato.
Il 24 luglio 2015 passa ufficialmente al Pescara, in Serie B, in prestito con diritto di riscatto ed eventuale contro-riscatto a favore dei rossoblù. Esordisce nella serie cadetta l'11 settembre 2015, nella partita Pescara-Perugia (2-1) allo stadio Adriatico. Il 19 gennaio 2016 la Juventus comunica l'acquisto a titolo definitivo di Mandragora in cambio di 6 milioni di euro (più altri 6 di bonus), ma il giocatore resta a Pescara fino al termine della stagione. Il 30 aprile 2016 riporta la frattura del quinto metatarso del piede destro nella partita di campionato contro la Virtus Entella disputata a Chiavari, dovendo quindi chiudere in anticipo la stagione, dopo aver totalizzato 26 presenze in campionato.

#### Juventus e prestito al Crotone
Nell'estate 2016 entra a far parte della rosa della Juventus, ma nel mese di agosto deve essere nuovamente operato al piede destro per risolvere la frattura al quinto metatarso, con una prognosi di recupero tra i tre e i quattro mesi. Rientrato nel gruppo della prima squadra a gennaio, ritorna in campo il 23 marzo 2017 in una partita amichevole dell'Under-21 contro la Polonia, a quasi un anno dalla sua ultima presenza ufficiale. Esordisce con la maglia della Juventus il 23 aprile 2017, subentrando a Marchisio nel finale della partita di campionato vinta 4-0 contro il Genoa allo Juventus Stadium.
Nell'estate 2017 inizia la preparazione con la Juventus, prendendo parte alla prima fase del ritiro precampionato, prima di passare in prestito il 5 agosto al Crotone. Esordisce con il Crotone il successivo 12 agosto, nella partita del terzo turno di Coppa Italia vinta 2-1 contro il Piacenza allo stadio Scida. Il 24 settembre 2017 realizza il suo primo gol in carriera, e contestualmente in Serie A, nella partita vinta 2-0 in casa contro il Benevento. Ottiene 36 presenze in campionato, venendo schierato davanti alla difesa, nella stagione che si conclude con la retrocessione del Crotone all'ultima giornata.

#### Udinese
Il 26 luglio 2018 viene ceduto a titolo definitivo all'Udinese per 20 milioni, con una clausola che prevede per la Juventus la facoltà di riacquisire il giocatore. L'esordio arriva l'11 agosto, nella partita del 3º turno di Coppa Italia persa 2-1 contro il Benevento allo Stadio Friuli. Il 22 dicembre seguente arriva la sua prima marcatura, nell'1-1 contro il Frosinone. Termina la stagione con 35 presenze e 3 reti in campionato. Il 3 ottobre 2020 viene riacquistato dalla Juventus per 10,7 milioni, pagabili in due anni, con possibile incremento di altri 6 milioni di bonus; contestualmente il giocatore rimane in prestito a Udine per un’altra stagione con facoltà da parte dell’Udinese di estendere il prestito per un altro anno.

#### Torino
Il 1º febbraio 2021 torna nel capoluogo piemontese, questa volta passando ai rivali del Torino, in prestito dalla Juventus per 18 mesi con obbligo di riscatto a 9 milioni di euro più 1 di bonus al raggiungimento di determinati obiettivi; tuttavia il Torino ha la facoltà di riscattare il giocatore al 30 giugno 2021 per 16 milioni euro e l’anno successivo per 14 milioni. Al Torino s'impone sin da subito come titolare a centrocampo e il 7 marzo successivo, nella sconfitta contro il Crotone per 4-2, trova il primo gol in granata.

#### Fiorentina
Non riscattato dal Torino, il 4 luglio 2022 passa alla Fiorentina a titolo definitivo. Esordisce con i Viola il 14 agosto, realizzando il gol decisivo nella vittoria per 3-2 contro la Cremonese alla prima giornata di campionato. Il successivo 18 agosto esordisce nelle coppe europee, nella gara di andata del play-off di UEFA Europa Conference League vinta per 2-1 contro il Twente. Il 6 ottobre segna anche la sua prima rete europea, aprendo le marcature nel successo per 3-0 in casa degli Heart of Midlothian, nella terza giornata del girone di Conference League. Il tecnico Vincenzo Italiano lo schiera con continuità fino a un infortunio che lo tiene fuori per oltre tre settimane. Tornato in campo segna il proprio secondo gol europeo nel ritorno dello spareggio di Conference League contro il Braga, vinto poi 3-2. In campionato va a segno per la seconda volta, ancora contro la Cremonese, nella vittoriosa trasferta del 12 marzo. Il calciatore stesso sostiene di aver segnato uno dei migliori gol della sua carriera il 3 aprile 2024 vestendo la maglia viola contro l'Atalanta in Coppa Italia 2023-2024, partita in cui il club viola vinse 1-0 grazie al suo gol.

### Nazionale

#### Nazionali giovanili
Esordisce con la nazionale Under-21 il 12 agosto 2015, a soli 18 anni, nella partita amichevole Ungheria-Italia (0-0) disputata a Telki.
Nel 2017 esordisce con la nazionale Under-20, con la quale partecipa come capitano al Mondiale Under-20 in Corea del Sud nel quale l'Italia si piazza al terzo posto, storico risultato per la nazionale italiana che mai, prima di allora, era riuscita a superare i quarti di finale.
Nel settembre 2017 diventa il capitano del nuovo ciclo dell'Under-21. Viene convocato per l’Europeo Under-21 2019 disputato in Italia, nel quale gli Azzurrini vengono eliminati nella fase a gironi

#### Nazionale maggiore
Il 9 aprile 2017 riceve la sua prima convocazione in nazionale, in occasione di un raduno per i calciatori emergenti svolto a Coverciano.
Il 19 maggio 2018 viene convocato dal neo CT Roberto Mancini per le amichevoli contro Arabia Saudita, Francia e Paesi Bassi. Il 1º giugno 2018, a 20 anni, esordisce da titolare nell'amichevole contro la Francia, diventando il primo giocatore della storia del Crotone a giocare con la nazionale italiana. Grazie alle buone prestazioni con la maglia del Torino, nel 2021 ottiene una ulteriore convocazione.

## Statistiche

### Presenze e reti nei club
Statistiche aggiornate al 12 maggio 2025.
| Stagione          | Squadra           | Campionato        | Campionato | Campionato | Coppe nazionali | Coppe nazionali | Coppe nazionali | Coppe continentali | Coppe continentali | Coppe continentali | Altre coppe | Altre coppe | Altre coppe | Totale | Totale |
| Stagione          | Squadra           | Comp              | Pres       | Reti       | Comp            | Pres            | Reti            | Comp               | Pres               | Reti               | Comp        | Pres        | Reti        | Pres   | Reti   |
| ----------------- | ----------------- | ----------------- | ---------- | ---------- | --------------- | --------------- | --------------- | ------------------ | ------------------ | ------------------ | ----------- | ----------- | ----------- | ------ | ------ |
| 2014-2015         | Genoa             | A                 | 5          | 0          | CI              | 0               | 0               | -                  | -                  | -                  | -           | -           | -           | 5      | 0      |
| 2015-2016         | Pescara           | B                 | 26         | 0          | CI              | 1               | 0               | -                  | -                  | -                  | -           | -           | -           | 27     | 0      |
| 2016-2017         | Juventus          | A                 | 1          | 0          | CI              | 0               | 0               | UCL                | 0                  | 0                  | SI          | 0           | 0           | 1      | 0      |
| 2017-2018         | Crotone           | A                 | 36         | 2          | CI              | 1               | 0               | -                  | -                  | -                  | -           | -           | -           | 37     | 2      |
| 2018-2019         | Udinese           | A                 | 35         | 3          | CI              | 1               | 0               | -                  | -                  | -                  | -           | -           | -           | 36     | 3      |
| 2019-2020         | Udinese           | A                 | 26         | 0          | CI              | 2               | 3               | -                  | -                  | -                  | -           | -           | -           | 28     | 3      |
| 2020-gen. 2021    | Udinese           | A                 | 10         | 0          | CI              | 0               | 0               | -                  | -                  | -                  | -           | -           | -           | 10     | 0      |
| Totale Udinese    | Totale Udinese    | Totale Udinese    | 71         | 3          |                 | 3               | 3               |                    | -                  | -                  |             | -           | -           | 74     | 6      |
| gen.-giu. 2021    | Torino            | A                 | 17         | 3          | CI              | 0               | 0               | -                  | -                  | -                  | -           | -           | -           | 17     | 3      |
| 2021-2022         | Torino            | A                 | 21         | 0          | CI              | 2               | 1               | -                  | -                  | -                  | -           | -           | -           | 23     | 1      |
| Totale Torino     | Totale Torino     | Totale Torino     | 38         | 3          |                 | 2               | 1               |                    | -                  | -                  |             | -           | -           | 40     | 4      |
| 2022-2023         | Fiorentina        | A                 | 29         | 2          | CI              | 4               | 0               | UECL               | 17                 | 2                  | -           | -           | -           | 50     | 4      |
| 2023-2024         | Fiorentina        | A                 | 33         | 3          | CI              | 4               | 1               | UECL               | 13                 | 1                  | SI          | 0           | 0           | 50     | 5      |
| 2024-2025         | Fiorentina        | A                 | 27         | 4          | CI              | 0               | 0               | UECL               | 13                 | 5                  | -           | -           | -           | 40     | 9      |
| 2025-2026         | Fiorentina        | A                 | 0          | 0          | CI              | 0               | 0               | UECL               | 0                  | 0                  | -           | -           | -           | 0      | 0      |
| Totale Fiorentina | Totale Fiorentina | Totale Fiorentina | 89         | 9          |                 | 8               | 1               |                    | 43                 | 8                  |             | -           | -           | 140    | 18     |
| Totale carriera   | Totale carriera   | Totale carriera   | 266        | 17         |                 | 15              | 5               |                    | 43                 | 8                  |             | 0           | 0           | 324    | 30     |

#### Record
- È il calciatore con più presenze in UEFA Conference League (37).
- È il calciatore della Fiorentina con più presenze in competizioni UEFA (43).

### Cronologia presenze e reti in nazionale
| Cronologia completa delle presenze e delle reti in nazionale ― Italia | Cronologia completa delle presenze e delle reti in nazionale ― Italia | Cronologia completa delle presenze e delle reti in nazionale ― Italia | Cronologia completa delle presenze e delle reti in nazionale ― Italia | Cronologia completa delle presenze e delle reti in nazionale ― Italia | Cronologia completa delle presenze e delle reti in nazionale ― Italia | Cronologia completa delle presenze e delle reti in nazionale ― Italia | Cronologia completa delle presenze e delle reti in nazionale ― Italia |
| Data                                                                  | Città                                                                 | In casa                                                               | Risultato                                                             | Ospiti                                                                | Competizione                                                          | Reti                                                                  | Note                                                                  |
| --------------------------------------------------------------------- | --------------------------------------------------------------------- | --------------------------------------------------------------------- | --------------------------------------------------------------------- | --------------------------------------------------------------------- | --------------------------------------------------------------------- | --------------------------------------------------------------------- | --------------------------------------------------------------------- |
| 1-6-2018                                                              | Nizza                                                                 | Francia                                                               | 3 – 1                                                                 | Italia                                                                | Amichevole                                                            | -                                                                     |                                                                       |
| Totale                                                                |                                                                       | Presenze                                                              | 1                                                                     |                                                                       | Reti                                                                  | 0                                                                     |                                                                       |

| Cronologia completa delle presenze e delle reti in nazionale ― Italia under 21 | Cronologia completa delle presenze e delle reti in nazionale ― Italia under 21 | Cronologia completa delle presenze e delle reti in nazionale ― Italia under 21 | Cronologia completa delle presenze e delle reti in nazionale ― Italia under 21 | Cronologia completa delle presenze e delle reti in nazionale ― Italia under 21 | Cronologia completa delle presenze e delle reti in nazionale ― Italia under 21 | Cronologia completa delle presenze e delle reti in nazionale ― Italia under 21 | Cronologia completa delle presenze e delle reti in nazionale ― Italia under 21 |
| Data                                                                           | Città                                                                          | In casa                                                                        | Risultato                                                                      | Ospiti                                                                         | Competizione                                                                   | Reti                                                                           | Note                                                                           |
| ------------------------------------------------------------------------------ | ------------------------------------------------------------------------------ | ------------------------------------------------------------------------------ | ------------------------------------------------------------------------------ | ------------------------------------------------------------------------------ | ------------------------------------------------------------------------------ | ------------------------------------------------------------------------------ | ------------------------------------------------------------------------------ |
| 12-8-2015                                                                      | Telki                                                                          | Ungheria under 21                                                              | 0 – 0                                                                          | Italia under 21                                                                | Amichevole                                                                     | -                                                                              | 74’                                                                            |
| 8-9-2015                                                                       | Reggio Emilia                                                                  | Italia under 21                                                                | 1 – 0                                                                          | Slovenia under 21                                                              | Qual. Europeo Under-21 2017                                                    | -                                                                              |                                                                                |
| 8-10-2015                                                                      | Capodistria                                                                    | Slovenia under 21                                                              | 0 – 3                                                                          | Italia under 21                                                                | Qual. Europeo Under-21 2017                                                    | -                                                                              |                                                                                |
| 13-10-2015                                                                     | Vicenza                                                                        | Italia under 21                                                                | 1 – 0                                                                          | Irlanda under 21                                                               | Qual. Europeo Under-21 2017                                                    | -                                                                              |                                                                                |
| 13-11-2015                                                                     | Novi Sad                                                                       | Serbia under 21                                                                | 1 – 1                                                                          | Italia under 21                                                                | Qual. Europeo Under-21 2017                                                    | -                                                                              |                                                                                |
| 17-11-2015                                                                     | Castel di Sangro                                                               | Italia under 21                                                                | 2 – 0                                                                          | Lituania under 21                                                              | Qual. Europeo Under-21 2017                                                    | -                                                                              | 80’                                                                            |
| 24-3-2016                                                                      | Waterford                                                                      | Irlanda under 21                                                               | 1 – 4                                                                          | Italia under 21                                                                | Qual. Europeo Under-21 2017                                                    | -                                                                              | 45+1’                                                                          |
| 29-3-2016                                                                      | Andorra la Vella                                                               | Andorra under 21                                                               | 0 – 1                                                                          | Italia under 21                                                                | Qual. Europeo Under-21 2017                                                    | -                                                                              |                                                                                |
| 23-3-2017                                                                      | Cracovia                                                                       | Polonia under 21                                                               | 1 – 2                                                                          | Italia under 21                                                                | Amichevole                                                                     | -                                                                              | 62’ 73’                                                                        |
| 27-3-2017                                                                      | Roma                                                                           | Italia under 21                                                                | 1 – 2                                                                          | Spagna under 21                                                                | Amichevole                                                                     | -                                                                              | 57’                                                                            |
| 1-9-2017                                                                       | Toledo                                                                         | Spagna under 21                                                                | 3 – 0                                                                          | Italia under 21                                                                | Amichevole                                                                     | -                                                                              | cap. 28’ 46’                                                                   |
| 4-9-2017                                                                       | Cittadella                                                                     | Italia under 21                                                                | 4 – 1                                                                          | Slovenia under 21                                                              | Amichevole                                                                     | -                                                                              | cap.                                                                           |
| 14-11-2017                                                                     | Frosinone                                                                      | Italia under 21                                                                | 3 – 2                                                                          | Russia under 21                                                                | Amichevole                                                                     | -                                                                              | cap. 65’                                                                       |
| 22-3-2018                                                                      | Perugia                                                                        | Italia under 21                                                                | 1 – 1                                                                          | Norvegia under 21                                                              | Amichevole                                                                     | -                                                                              | cap.                                                                           |
| 27-3-2018                                                                      | Novi Sad                                                                       | Serbia under 21                                                                | 0 – 1                                                                          | Italia under 21                                                                | Amichevole                                                                     | -                                                                              | cap. 86’                                                                       |
| 6-9-2018                                                                       | Dunajská Streda                                                                | Slovacchia under 21                                                            | 3 – 0                                                                          | Italia under 21                                                                | Amichevole                                                                     | -                                                                              | cap.                                                                           |
| 11-9-2018                                                                      | Cagliari                                                                       | Italia under 21                                                                | 3 – 1                                                                          | Albania under 21                                                               | Amichevole                                                                     | -                                                                              | cap.                                                                           |
| 11-10-2018                                                                     | Udine                                                                          | Italia under 21                                                                | 0 – 1                                                                          | Belgio under 21                                                                | Amichevole                                                                     | -                                                                              | cap.                                                                           |
| 15-10-2018                                                                     | Vicenza                                                                        | Italia under 21                                                                | 2 – 0                                                                          | Tunisia under 21                                                               | Amichevole                                                                     | -                                                                              | cap.                                                                           |
| 15-11-2018                                                                     | Ferrara                                                                        | Italia under 21                                                                | 1 – 2                                                                          | Inghilterra under 21                                                           | Amichevole                                                                     | -                                                                              | cap. 90+1’                                                                     |
| 19-11-2018                                                                     | Reggio Emilia                                                                  | Italia under 21                                                                | 1 – 2                                                                          | Germania under 21                                                              | Amichevole                                                                     | -                                                                              | cap.                                                                           |
| 21-3-2019                                                                      | Trieste                                                                        | Italia under 21                                                                | 0 – 0                                                                          | Austria under 21                                                               | Amichevole                                                                     | -                                                                              | cap.                                                                           |
| 25-3-2019                                                                      | Frosinone                                                                      | Italia under 21                                                                | 2 – 2                                                                          | Croazia under 21                                                               | Amichevole                                                                     | -                                                                              | cap. 56’                                                                       |
| 16-6-2019                                                                      | Bologna                                                                        | Italia under 21                                                                | 3 – 1                                                                          | Spagna under 21                                                                | Europeo Under-21 2019 - 1º turno                                               | -                                                                              | cap. 49’                                                                       |
| 19-6-2019                                                                      | Bologna                                                                        | Italia under 21                                                                | 0 – 1                                                                          | Polonia under 21                                                               | Europeo Under-21 2019 - 1º turno                                               | -                                                                              | cap. 57’                                                                       |
| 22-6-2019                                                                      | Reggio Emilia                                                                  | Belgio under 21                                                                | 1 – 3                                                                          | Italia under 21                                                                | Europeo Under-21 2019 - 1º turno                                               | -                                                                              | cap.                                                                           |
| Totale                                                                         |                                                                                | Presenze                                                                       | 26                                                                             |                                                                                | Reti                                                                           | 0                                                                              |                                                                                |

## Palmarès

### Club

#### Competizioni nazionali
- Campionato italiano: 1

Juventus: 2016-2017
- Coppa Italia: 1

Juventus: 2016-2017